# Zeta Draconis
Désignations
Zeta Draconis (ζ Dra / ζ Draconis, Zêta Draconis) est une étoile binaire de la constellation du Dragon. Elle porte également les noms traditionnels Aldhibah ou Nodus I (« premier nœud », le nœud étant une boucle de la queue du Dragon).
Zeta Draconis a une magnitude apparente de +3,17. D'après la mesure de sa parallaxe annuelle par le satellite Hipparcos, elle se situe à environ 330 années-lumière de la Terre. Elle se rapproche du Système solaire à une vitesse radiale de −18 km/s.
L'étoile primaire du système, désignée Zeta Draconis A, est une géante bleue de type spectral B6III. Son compagnon, Zeta Draconis B, complète une orbite autour d'elle selon une période de 6,324 ans et avec une excentricité de 0,09.